# 加勒比航空
加勒比航空（英语：Caribbean Airlines）是特立尼达和多巴哥的国有载旗航空公司；该公司同样是牙买加和圭亚那的载旗航空公司。总部位于皮亚尔科，加勒比航空是加勒比地区最大的航空公司。

## 历史
加勒比航空成立于2006年9月27日，其前身为加勒比地区最大航空公司BWIA，并于2007年1月1日开始商业运营。

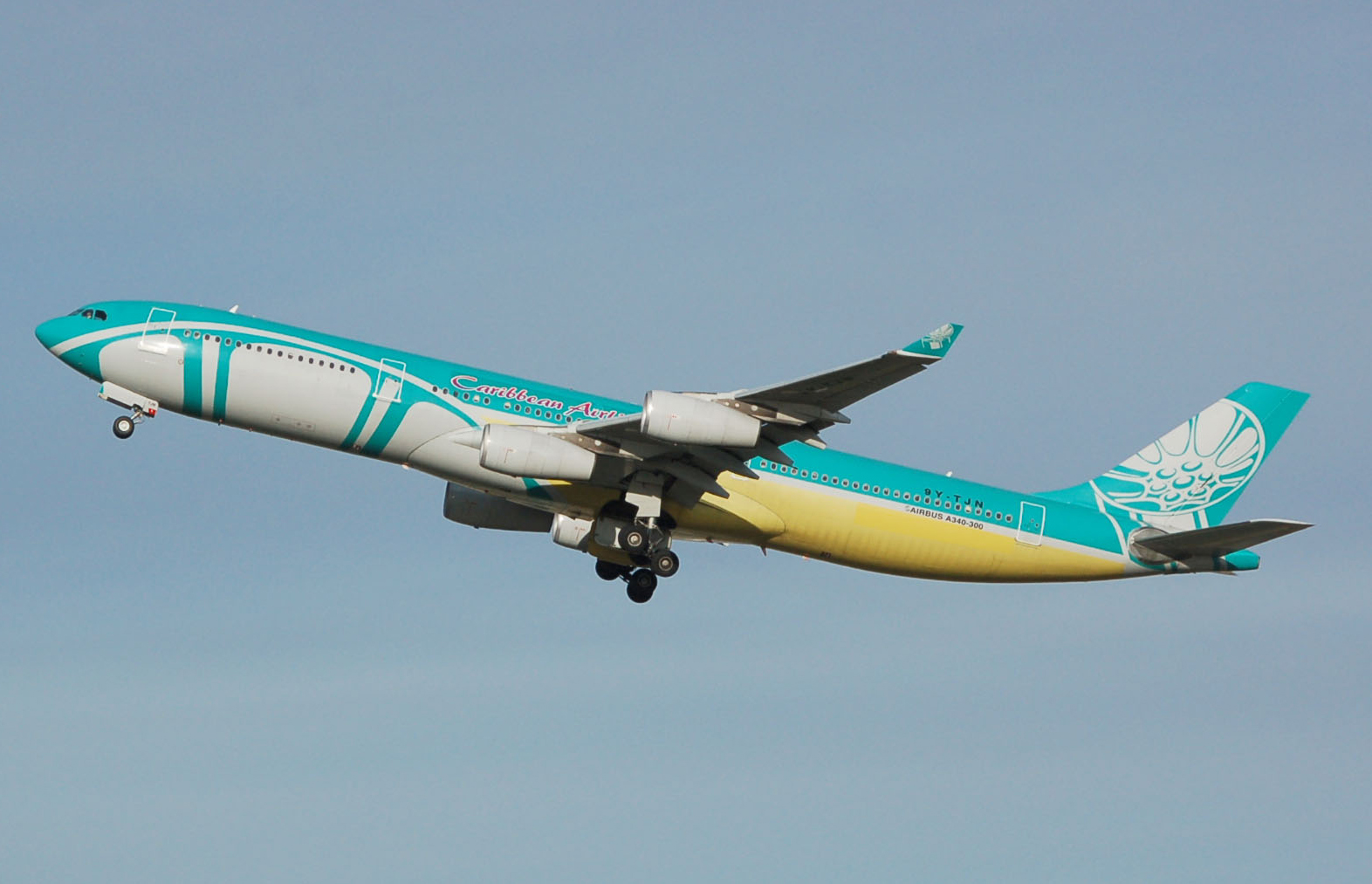
仍处于BWIA涂装下的前加勒比航空的空客A340-300型客机

2010年4月28日，加勒比航空与牙买加航空达成协议，由前者收购和合并后者；收购程序于2011年5月27日完成，牙买加政府持有16%的股份。

## 公司运营
加勒比航空的品牌识别色为蓝、绿和紫；公司标志为蜂鸟，代表着特立尼达和多巴哥的特立尼达岛作为‘蜂鸟之地’的美誉。

## 航点
加勒比航空的航点覆盖加勒比地区的多个国家和地区的部分主要城市，同时也覆盖美国、加拿大、圭亚那和委内瑞拉等其他美洲国家的多个城市。

## 机队

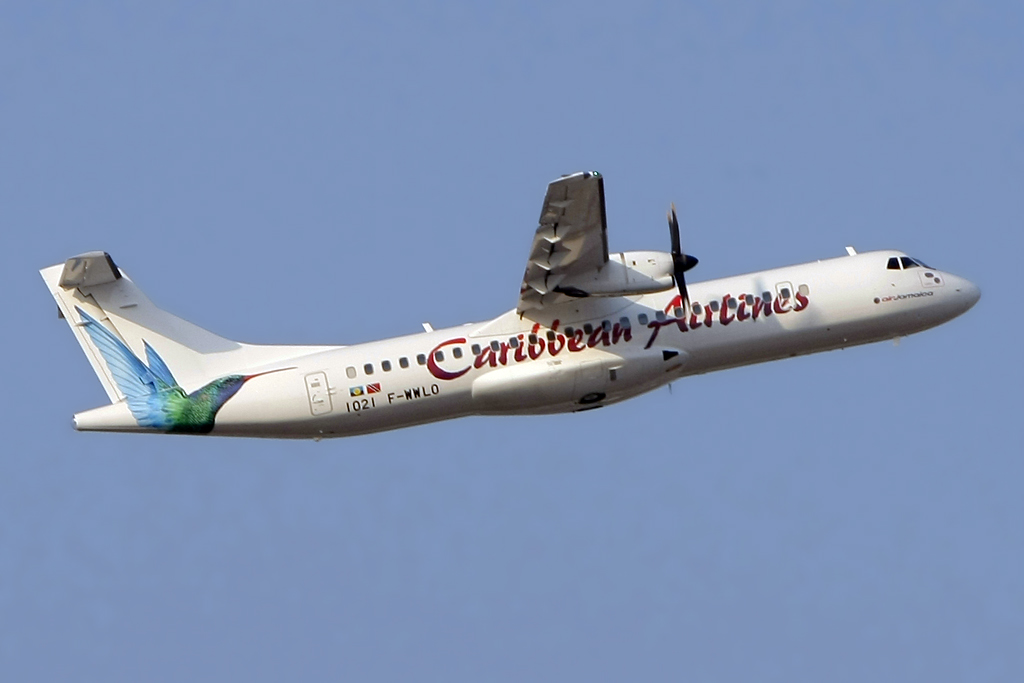
加勒比航空的ATR72-600型客机

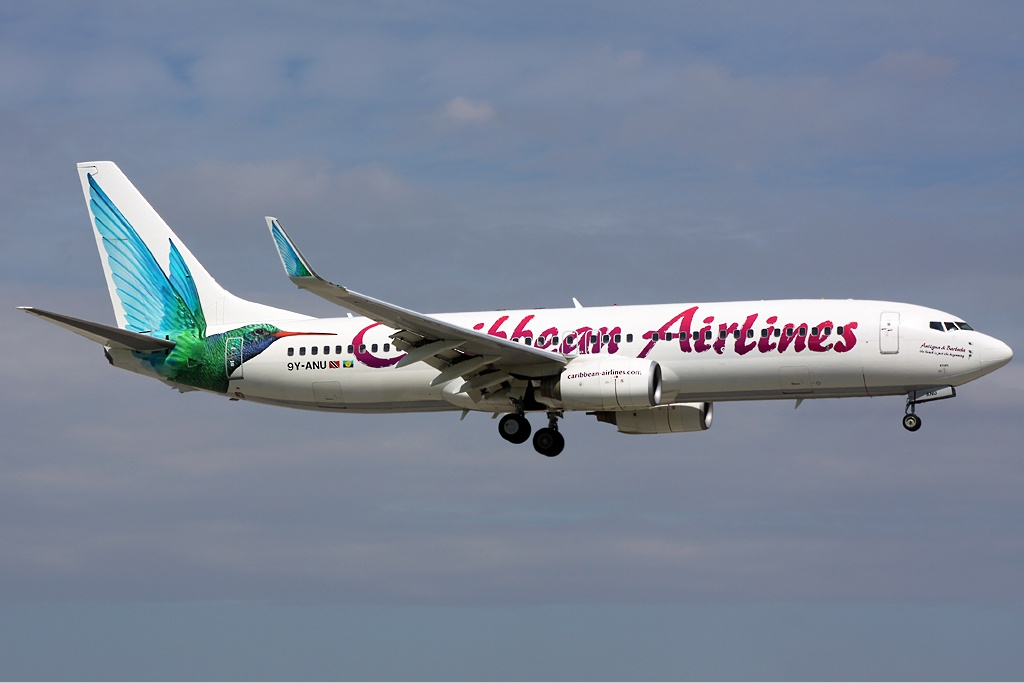
加勒比航空的波音波音737-800型客机

截至2020年11月，加勒比航空机队包括以下机型：

### 曾经运营过的机型
- 空中客车A340-300[8]
- 波音767-300ER[8]
- 德哈维兰加拿大DHC-8 Q300[8]

## 飞行事故
- 2011年7月30日，执飞加勒比航空523号航班的一架波音737-800型客机（9Y-PBM），在圭亚那喬治敦國際機場雨天降落时冲出跑道并撞上机场围栏；机身断成两截，断裂处位于头等舱后方，事故没有造成人员遇难。[10][11][12] 机上共载有157名乘客和6名机组人员。[13]

## 奖项
- 2010年至2019年: 加勒比地区领先航空公司 - 世界旅游奖[14]
- 2017年至2019年: 加勒比地區的領先航空公司品牌 - 世界旅游奖